# Effet des cordes d'attaches

Explosion nucléaire quelques millisecondes après la détonation. De la série de tests Operation Teapot au Nevada, en 1955, montrant les effets des corde.

Le terme "rope trick" ou effet des cordes d'attaches a été donné par le physicien nucléaire américain John Malik pour décrire les pointes qui émanent de la boule de feu lors d'explosions nucléaires dans certaines conditions, juste après la détonation,.

## Description

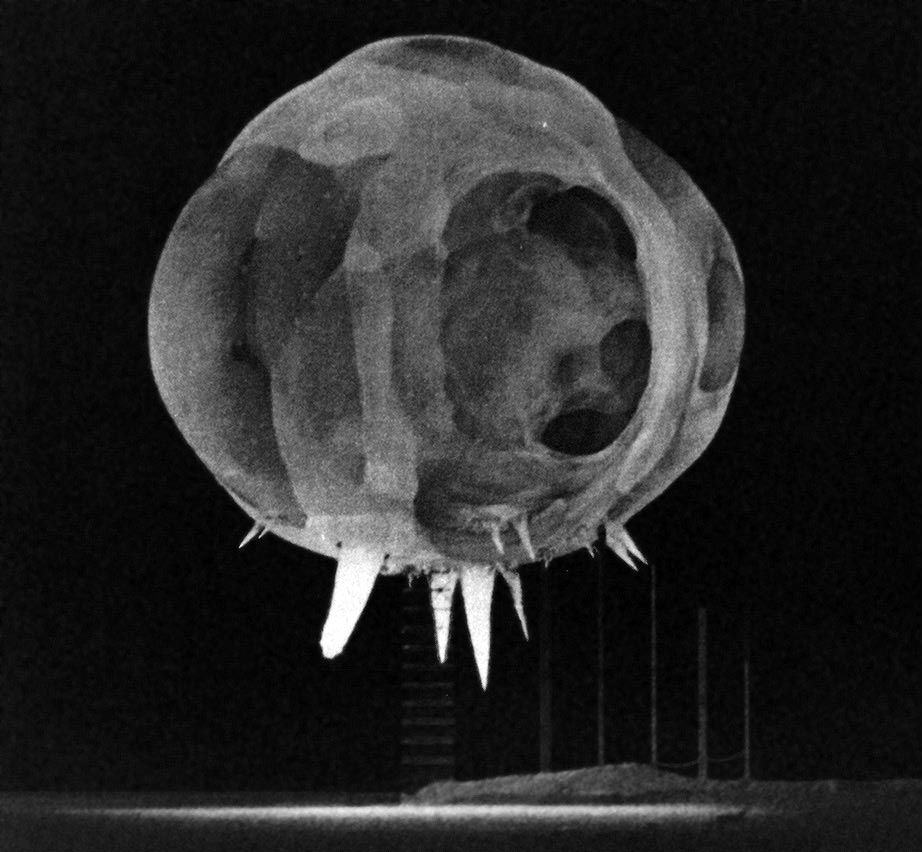
Effets de corde visibles à partir d'une des photos d'essai montées sur la tour de l'opération Tumbler-Snapper en 1952, prises avec une caméra rapatronic

La photographie ci-jointe montre deux phénomènes inhabituels : des pointes brillantes projetées depuis le bas de la boule de feu et les taches particulières de la surface de la boule de feu en expansion.
La surface de la boule de feu, avec une température excédant 20 000 Kelvin, émet une immense quantité de radiation lumineuse visible. Tout objet solide dans cette zone absorbe la lumière et chauffe rapidement. Les pointes qui émergent du bas de la boule de feu sont dus à la chauffe, l'évaporation rapide, et l'expansion des câbles de suspension, qui s'étendent du boîtier de tir—la structure au sommet de la tour de la bombe contenant le dispositif explosif—au sol. L'observation de Malik a montré que la peinture noire sur ces câbles accentuait la formation des pointes, tandis qu'une peinture réfléchissante ou un revêtement en aluminium les empêchait de se former, confirmant que l'effet est causé par la chauffe et l'évaporation des câbles sous l'effet de la radiation lumineuse de haute intensité. En raison de l'absence de câbles de suspension dans certains tests, aucune « pointe de corde » n'a été observée lors des essais nucléaires en surface, en vol libre ou des tests souterrains.

## Enregistrement du phénomène
Les photos ont été prises par des caméras rapatronic (une caméra à haute vitesse inventée par Harold Edgerton et ses collègues) construite par EG&G. Chaque caméra ne pouvait enregistrer qu'une seule prise par pellicule. Pour créer des séquences en accélére, de quatre à dix caméras étaient installées pour prendre des photos en succession rapide. Le temps d'exposition moyen était de trois microsecondes.

## Galerie d'images

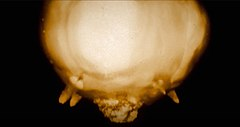
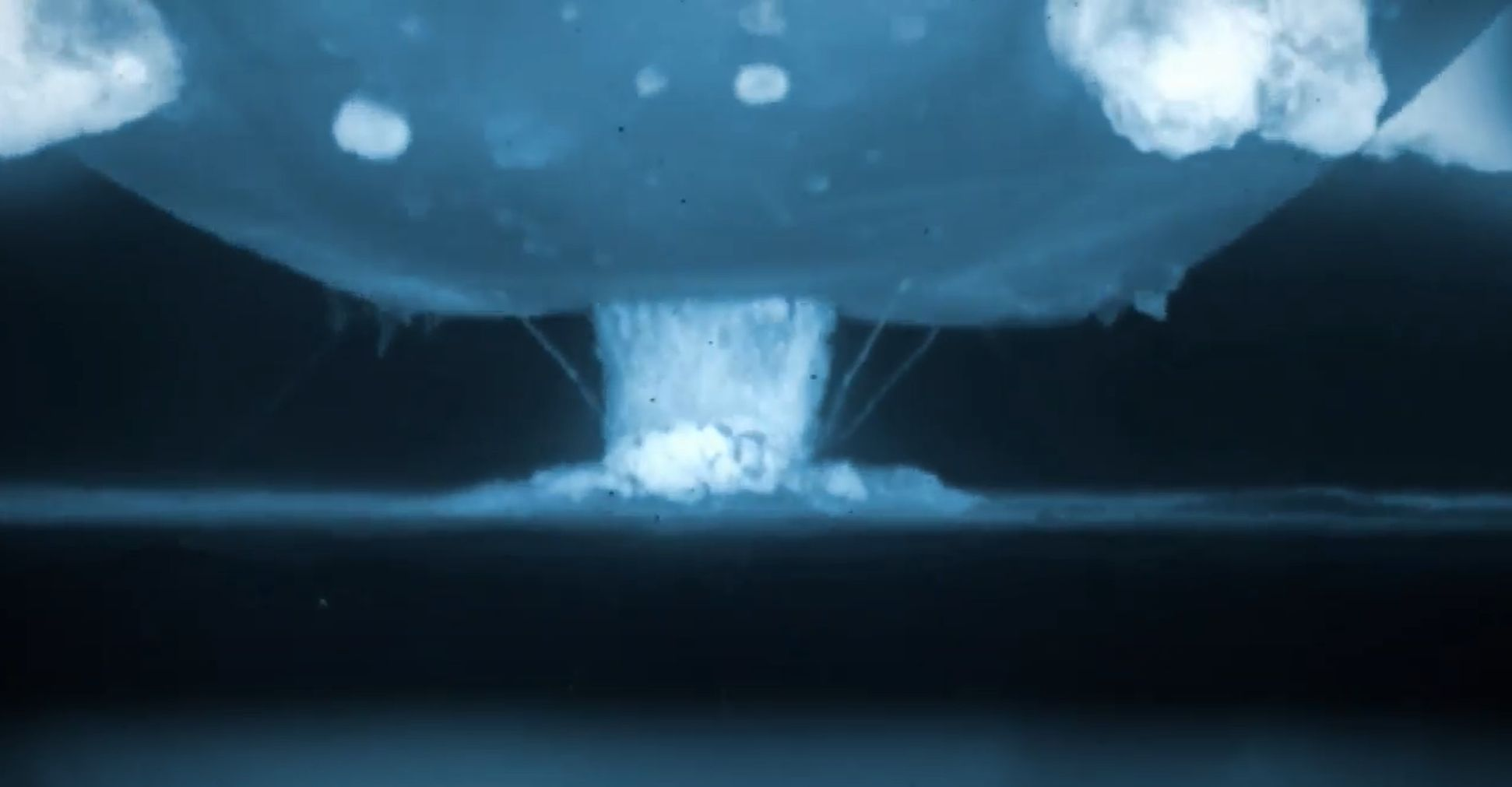
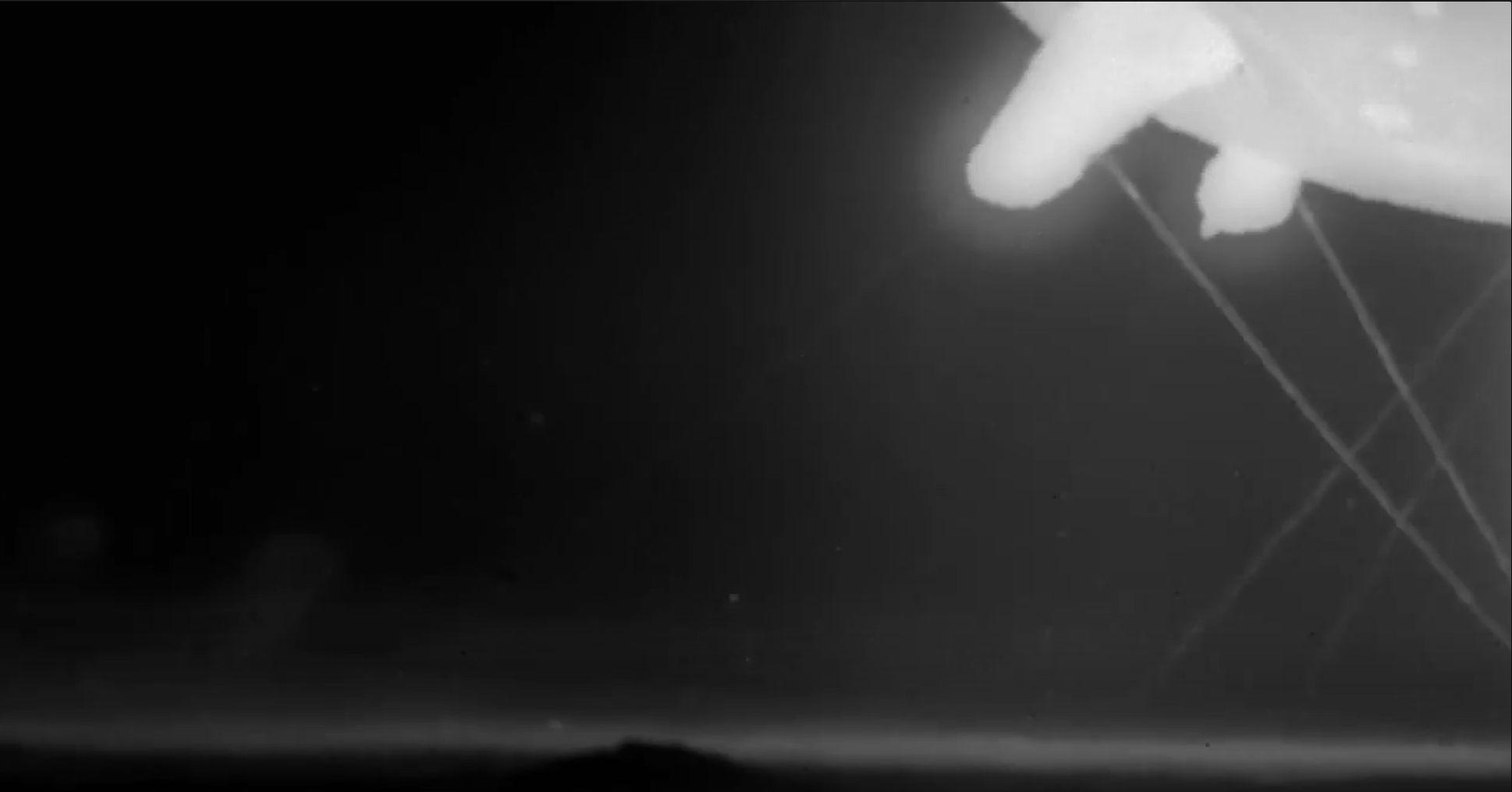
Effet des cordes d'attaches lors d'un essai nucléaire

## Sources
- Cet article intègre le texte de la fiche d'information « Rapatronic Photography » de la National Nuclear Security Administration (août 2013).